# 博茨瓦纳民主党
博茨瓦纳民主党（英語：Botswana Democratic Party，缩写为BDP）。该党原名贝专纳民主党，博茨瓦纳独立后改现名。1962年1月成立。博茨瓦纳独立后，该党一直执政，直至2024年在大选中失去政权。该党主张经济独立和自力更生，在发展经济的同时保持社会公正；对外实行多方位外交，维护并促进民族利益。